# Флотація крупнозернистого матеріалу
Флотація крупнозернистого матеріалу – спосіб флотаційного збагачення, що дозволяє вилучати корисні копалини при грубому подрібненні руди. 
- При пінній флотації існує верхня межа крупності флотованих частинок, якщо вона буде перевищена, то флотація цих частинок не відбудеться. Максимальний розмір частинок при флотації руд складає 0,2–0,3 мм, вугілля і самородної сірки – 1–2 мм. При збільшенні розмірів флотованих частинок виникає своєрідне протиріччя: міцність злипання частинок з бульбашками зростає пропорційно розміру частинки у першій степені, а сили, що відривають її від бульбашки – пропорційно розміру частинки у третій степені. У результаті виникає визначена межа розмірів частинок, вище якої вони не здатні утриматися на бульбашці при флотації. Для флотації крупних частинок необхідні такі умови: – максимальна гідрофобізація поверхні крупних частинок завдяки застосуванню підвищених витрат активних збирачів; – додавання у пульпу практично нерозчинних (аполярних) реагентів, які підвищують міцність закріплення частинок на бульбашках; – застосування підвищеної аерації пульпи з метою створення умов для групової флотації крупних частинок декількома бульбашками. При цьому збільшення аерації пульпи не має супроводжуватись сильним її перемішуванням; – створення спокійних висхідних потоків пульпи у середній зоні флотаційної машини, що полегшить підйом у піну крупних частинок і зменшить до мінімуму інерційні сили відриву; – наявність спокійного, стійкого, але не товстого пінного шару, а також обережне видалення піни, щоб звести до мінімуму випадіння частинок із піни назад у пульпу.

На верхню межу крупності флотованих частинок найбільше впливає маса частинки та інтенсивність перемішування, менше – їх змочуваність водою. 
- При пінній сепарації крупні частинки у пінному шарі утримуються краще внаслідок того, що: – при подачі пульпи на поверхню пінного шару має місце тривалий контакт крупних частинок з бульбашками, необхідний для їхнього злипання; – у піні частинки прилипають до декількох бульбашок, у результаті чого створюється розвинений трифазний контакт, на одиницю довжини (площі) якого припадає менша відривна сила; – у піні практично відсутні інерційні сили відриву, які є головною причиною поганої флотації крупних частинок.

Підвищення крупності флотованих частинок має важливе значення, оскільки: – можуть бути скорочені енергетичні витрати на подрібнення, а також втрати цінних мінералів унаслідок переподрібнення; – підвищується продуктивність не тільки відділення подрібнення, але й відділень згущення, фільтрування і сушки, а таким чином зменшується вартість збагачення; – крупнозернисті концентрати кращі для подальшої переробки (напр., автоклавна плавка крупнозернистих концентратів самородної сірки здійснюється ефективніше) або вони дорожче цінуються (напр., крупні частинки графіту більше цінуються ніж дрібні); – у деяких випадках можливе підвищення селективності та покращення технологічних показників.
Максимальна крупність флотованих частинок залежить не тільки від густини, але й від ступеня гідрофобності й форми частинок. Мінерали з високою природною гідрофобністю і малою густиною можна флотувати при більшій крупності зерен; зерна округлої форми флотуються гірше, ніж зерна лускатої форми.